# Canton de Bordeaux-5
Le canton de Bordeaux-5 est une circonscription électorale française du département de la Gironde, en région Nouvelle-Aquitaine, situé dans l'arrondissement de Bordeaux.

## Histoire
Six cantons sont créés à la suite de la scission du canton de Bordeaux en 1801. En 1888 est créé un septième canton de Bordeaux et le 13 juillet 1973, leur nombre est porté à huit, les limites du cinquième canton étant modifiées. Il se compose d'une partie de la ville de Bordeaux située au sud, en rive gauche de la Garonne comprenant les quartiers Saint-Michel, Saint-Genès et Nansouty.
Un nouveau découpage territorial de la Gironde entre en vigueur à l'occasion des premières élections départementales suivant le décret du 20 février 2014. Les conseillers départementaux sont, à compter de ces élections, élus au scrutin majoritaire binominal mixte. Les électeurs de chaque canton élisent au Conseil départemental, nouvelle appellation du Conseil général, deux membres de sexe différent, qui se présentent en binôme de candidats. Les conseillers départementaux sont élus pour 6 ans au scrutin binominal majoritaire à deux tours, l'accès au second tour nécessitant 12,5 % des inscrits au 1er tour. En outre la totalité des conseillers départementaux est renouvelée. Ce nouveau mode de scrutin nécessite un redécoupage des cantons dont le nombre est divisé par deux avec arrondi à l'unité impaire supérieure si ce nombre n'est pas entier impair, assorti de conditions de seuils minimaux. Dans la Gironde, le nombre de cantons passe ainsi de 63 à 33. 
Le nouveau canton de Bordeaux-5 constitue une fraction cantonale de Bordeaux composée des anciens cantons Bordeaux-6 et Bordeaux-7, les quartiers le constituant précédemment étant inclus dans le nouveau canton de Bordeaux-1 (Centre-ville). Il est entièrement inclus dans l'arrondissement de Bordeaux. Le bureau centralisateur est situé à Bordeaux.

## Géographie

Les cinq cantons de Bordeaux depuis 2015.

Le nouveau canton de Bordeaux-5, situé au sud-est du siège de la métropole, à cheval sur les deux rives de la Garonne, est constitué des quartiers de Bordeaux-Sud (Saint-Jean, Belcier, Carle Vernet, Albert 1er, Sacré-Cœur et Sainte-Croix, anciennement dans le canton de Bordeaux-6 supprimé), sur la rive gauche du fleuve, et du quartier de La Bastide (Brazza, Niel, la Benauge et Deschamps, anciennement dans le canton de Bordeaux-7 également supprimé), à l'est, sur la rive droite, dans la région naturelle de l'Entre-deux-Mers. Son altitude varie de 1 m à 42 m pour une altitude moyenne de 6 m.

## Représentation

### Conseillers généraux de 1833 à 2015
| Période | Période          | Identité                                           | Étiquette                              | Qualité |
| ------- | ---------------- | -------------------------------------------------- | -------------------------------------- | --- |
| 1833    | 1841             | Henri Fonfrède                                     |                                        | Propriétaire à Bordeaux, principal rédacteur du journal Le Mémorial bordelais                                                                                                  |
| 1841    | 1852             | Emmanuel Armand Augustin Félix du Périer de Larsan |                                        | Conseiller à la Cour et propriétaire à Bordeaux |
| 1852    | 1864             | Louis Édouard Gout des Martres                     |                                        | Propriétaire à Bordeaux |
| 1864    | 1871             | Amédée Larrieu                                     |                                        | Propriétaire à Bordeaux |
| 1871    | 1883             | Jean Marie Marc Saugeon                            | Républicain                            | Professeur à Bordeaux Président du Conseil Général |
| 1883    | 1888             | Jean Baptiste Olagnier                             | Républicain                            | Entrepreneur de menuiserie, conseiller municipal de Bordeaux |
| 1888    | 1889 (décès)     | Jean Marie Marc Saugeon                            | Républicain                            | Professeur à Bordeaux |
| 1889    | 1895 (démission) | Camille Cousteau                                   | Socialiste                             | Maire de Bordeaux (1896-1900) |
| 1895    | 1898             | Victor Bordes                                      | Républicain                            | Propriétaire, conseiller municipal de Bordeaux |
| 1898    | 1910             | Alban Peytoureau                                   | Rad.                                   | Médecin Adjoint au Maire de Bordeaux |
| 1910    | 1918 (décès)     | Jean-Baptiste Bourbouley                           | Rad.                                   | Propriétaire à Bordeaux, conseiller d'arrondissement Importateur et négociant en bois du Nord                                                                                  |
| 1918    | 1919             | siège vacant                                       |                                        | |
| 1919    | 1934             | Prosper-Gabriel Malet                              | Rad. puis Rad.ind.                     | Docteur en médecine à Bordeaux |
| 1934    | 1940             | Georges Réchou                                     | RG                                     | Ancien médecin-major, professeur à la Faculté de Médecine, Bordeaux Nommé membre de la Commission administrative départementale en 1941 Nommé conseiller départemental en 1943 |
|         |                  |                                                    |                                        | |
| 1945    | 1951             | André Treuillé                                     | SFIO                                   | Conseiller municipal de Bordeaux Elu en 1964 dans le Canton de Bordeaux-1 |
| 1951    | 1988             | Jacques Grondeau                                   | RPF puis RS puis UNR puis UDR puis RPR | Médecin Député (1968-1973) Adjoint au maire de Bordeaux |
| 1988    | 2001             | Henri Pons                                         | RPR                                    | Secrétaire départemental du RPR Adjoint au maire de Bordeaux |
| 2001    | 2008             | Jean-Marc Gauzère                                  | UMP                                    | Chirurgien Adjoint au maire de Bordeaux |
| 2008    | 2015             | Matthieu Rouveyre                                  | PS                                     | Consultant en communication Conseiller municipal de Bordeaux Elu en 2015 dans le Canton de Bordeaux-1                                                                          |

### Conseillers d'arrondissement (de 1833 à 1940)
| Période                                  | Période      | Identité                    | Étiquette                      | Qualité |
| ---------------------------------------- | ------------ | --------------------------- | ------------------------------ | --- |
| 1833                                     | 1836         | M. Jouis                    |                                | Négociant à Bordeaux                                                                                        |
|                                          |              |                             |                                | |
| 1848                                     | 1852         | Adolphe Hologray            |                                | Marchand de fers, Bordeaux                                                                                  |
| 1852                                     |              | Calixte Dupont              |                                | Avocat |
|                                          |              |                             |                                | |
| 1871                                     | 1883 (décès) | M. Lenoir                   | Républicain                    | Conseiller municipal de Bordeaux                                                                            |
| 1883                                     | 1892         | Édouard Serr                | Républicain                    | Négociant à Bordeaux                                                                                        |
| 1892                                     | 1895         | Élie Moty (1856-1918)       | POF                            | Tailleur de pierres, secrétaire général de la Fédération nationale du bâtiment                              |
| 1895                                     | 1907         | Henri-Joseph Giraud         | Républicain                    | Industriel et négociant à Bordeaux                                                                          |
| 1907                                     | 1910         | Jean-Baptiste Bourbouley    | Républicain anti-collectiviste | Propriétaire à Bordeaux, importateur et négociant en bois du Nord                                           |
|                                          |              |                             |                                | |
| 1913                                     | 1919         | Prosper-Gabriel Malet       | Radical                        | Licencié en droit, pharmacien de première classe, médecin militaire                                         |
| 1919                                     | 1925         | Paul Basset                 |                                | Industriel                                                                                                  |
| 1925                                     | 1934         | Gaston Cabannes             | SFIO                           | Tailleur d'habits, élu en 1934 conseiller général du canton de Carbon-Blanc                                 |
| 1934                                     | 1940         | Gabriel Dubourg (1896-1992) | Entente                        | Commerçant en produits résineux, propriétaire à Bordeaux                                                    |
| 1940                                     |              |                             |                                | Les conseils d'arrondissement ont été suspendus par la loi du 12 octobre 1940 et n'ont jamais été réactivés |
| Les données manquantes sont à compléter. |              |                             |                                | |

### Conseillers départementaux depuis 2015
| Période élective | Période élective | Mandat        | Mandat                | Identité        | Nuance | Nuance | Qualité |
| ---------------- | ---------------- | ------------- | --------------------- | --------------- | ------ | ------ | --- |
| 2015             | 2021             | 2015          | décembre 2020 (décès) | Emmanuelle Ajon |        | PS     | Adjointe au Maire de Bordeaux Vice-présidente du conseil départemental                                                               |
| 2015             | 2021             | 2015          | 2021                  | Jacques Respaud |        | PS     | Enseignant, ancien vice-président du Conseil général Ancien conseiller général du canton de Bordeaux-6                               |
| 2015             | 2021             | décembre 2020 | 2021                  | Anne Groussin   |        | PS     | Psychiatre |
| 2021             | 2028             | 2021          | en cours              | Eve Demange     |        | EELV   | Conseillère municipale déléguée chargée de la résilience alimentaire                                                                 |
| 2021             | 2028             | 2021          | en cours              | Matthieu Mangin |        | PS     | Consultant Conseiller municipal délégué pour le quartier Bordeaux-Sud 14ème Vice-Président (communication, information aux citoyens) |

### Résultats détaillés

#### Élections de mars 2015
À l'issue du premier tour des élections départementales de 2015, deux binômes sont en ballottage : Emmanuelle Ajon et Jacques Respaud (PS, 34,21 %) et Cécile Migliore et Jérôme Siri (Union de la droite, 27,01 %). Le taux de participation est de 46,28 % (12 183 votants sur 26 323 inscrits) contre 50,55 % au niveau départemental et 50,17 % au niveau national.
Au second tour, Emmanuelle Ajon et Jacques Respaud (PS) sont élus avec 59,80 % des suffrages exprimés et un taux de participation de 42,17 % (6 147 voix pour 11 101 votants et 26 324 inscrits).

#### Élections de juin 2021
Le premier tour des élections départementales de 2021 est marqué par un très faible taux de participation (33,26 % au niveau national). Dans le canton de Bordeaux-5, ce taux de participation est de 32,31 % (9 360 votants sur 28 972 inscrits) contre 33,41 % au niveau départemental. À l'issue de ce premier tour, deux binômes sont en ballottage : Eve Demange et Matthieu Michel Etienne Mangin (Union à gauche avec des écologistes, 46,17 %) et Emmanuelle Cuny et Marc Lafosse (Union à droite, 15,24 %).
Le second tour des élections est marqué une nouvelle fois par une abstention massive équivalente au premier tour. Les taux de participation sont de 34,36 % au niveau national, 33,6 % dans le département et 30,37 % dans le canton de Bordeaux-5. Eve Demange et Matthieu Michel Etienne Mangin (Union à gauche avec des écologistes) sont élus avec 69,22 % des suffrages exprimés (5 739 voix pour 8 801 votants et 28 981 inscrits),,. 

## Composition

### Composition avant 2015
L'ancien canton de Bordeaux-5 se composait de la partie de la commune de Bordeaux située au sud, en rive gauche de la Garonne, comprenant les quartiers Saint-Michel - Saint-Genès - Nansouty (Saint-Michel, Capucins, Victoire, Nansouty, Simiot et Saint-Genès).

### Composition depuis 2015
| Nom                              | Code Insee | Intercommunalité   | Superficie (km2) | Population (dernière pop. légale)                 | Densité (hab./km2) | Modifier                                    |
| -------------------------------- | ---------- | ------------------ | ---------------- | ------------------------------------------------- | ------------------ | ------------------------------------------- |
| Bordeaux (bureau centralisateur) | 33063      | Bordeaux Métropole | 49,36            | Fraction : 55 725 (2022) Commune : 265 328 (2022) | 5 375              | modifier les données · modifier les données |
| Canton de Bordeaux-5             | 3306       |                    |                  | 55 725 (2022)                                     |                    | modifier les données                        |

Le nouveau canton de Bordeaux-5 comprend la partie de la commune de Bordeaux non incluse dans les cantons de Bordeaux-1, Bordeaux-2, Bordeaux-3 et Bordeaux-4.

## Démographie

### Démographie avant 2015
| 1962 | 1968 | 1975 | 1982 | 1990   | 1999   | 2006   | 2011   | 2012   |
| ---- | ---- | ---- | ---- | ------ | ------ | ------ | ------ | ------ |
| -    | -    | -    | -    | 24 493 | 25 184 | 28 011 | 28 278 | 28 215 |

### Démographie depuis 2015
En 2022, le canton comptait 55 725 habitants, en évolution de +7,1 % par rapport à 2016 (Gironde : +6,91 %, France hors Mayotte : +2,11 %).
| 2013   | 2018   | 2022   |
| ------ | ------ | ------ |
| 50 062 | 51 699 | 55 725 |